# تاش-باشات (شهرستان نارین)
تاش-باشات (به لاتین: Tash-Bashat) یک منطقهٔ مسکونی در قرقیزستان است که در شهرستان نارین واقع شده‌است. تاش-باشات ۱٬۲۴۹ نفر جمعیت دارد و ۲٬۳۵۰ متر بالاتر از سطح دریا واقع شده‌است.